# The Bot Squad: Puzzle Battles
The Bot Squad: Puzzle Battles est un jeu vidéo développé par Ubisoft Shanghai, et édité par Ubisoft, sorti le 16 octobre 2014 en téléchargement sous iOS et Android en free-to-play.
Le jeu mélange des phases de tower defense et d'attaque dans le but de s'emparer des orbes de puissance ou de les conserver tout au long du niveau.

## Scénario
À Dynamoville, un horrible personnage robotique veut en prendre possession afin de dominer le monde, mettant à plat les batteries de nombreux robots. Le joueur représente le dernier espoir pour les habitants de Dynamoville.

## Système de jeu
Le jeu se divise en deux phases. Dans la phase d'attaque, le joueur prend le contrôle aux capacités différentes en fonction des robots, nommés Mastobots, disponibles lors de la partie et son objectif est de les amener en vie jusqu'à la sortie sans mourir. Les niveaux peuvent être chronométrés ou on peut donner un certain nombre de robots au joueur. Dans les niveaux chronométrés, le joueur gagne de l'énergie au fil du temps pour lui permettre de construire divers robots. Durant le niveau, le joueur peut casser des caisses pour gagner des orbes bonus ou récupérer les trois étoiles disponibles dans le niveau pour augmenter son score puisque les étoiles représentent le niveau du joueur.
Dans la phase de défense, le joueur met en place différents éléments pour barrer la route de ses adversaires qu'on appelle des Blocabots ou des Tourbots. Leur but est de détruire les robots ennemis grâce à leurs coups avant qu'ils atteignent la sortie ou si possible avant qu'ils obtiennent les étoiles du niveau. Les Blocabots se positionnent sur le terrain afin de gêner les adversaires tandis que les Tourbots sont placés sur des cases spécifiques et hors de la zone de jeu.
Il existe aussi des niveaux bonus qui consistent à récupérer un maximum d'orbes et qui permettent de gagner de l'énergie. On peut dépenser ses orbes pour améliorer ces différents robots afin que leurs capacités augmentent. Ces orbes permettent aussi d'utiliser certains boosts de compétences pour les robots. Il existe une autre monnaie dans le jeu appelé cristaux. Ces cristaux se gagnent en allant plus loin dans l'aventure, grâce aux prix quotidiens ou en les achetant plus simplement. Les cristaux offrent la possibilité au joueur de raccourcir les améliorations, de passer un niveau, de remplir sa jauge d'énergie ou d'utiliser d'autres bonus. À chaque niveau, il faut dépenser de l'énergie pour jouer.

## Accueil
- Pocket Gamer : 4/10[2]